# Geoff Marsh
Pour les articles homonymes, voir Marsh.
Geoffrey Robert Marsh, dit Geoff Marsh, est un joueur de cricket international et entraîneur australien né le 31 décembre 1958 à Northam. Batteur spécialiste du rôle d'ouvreur au sein de l'Australie-Occidentale, il dispute 50 test-matchs et 117 rencontres au format One-day International avec la sélection australienne entre 1985 et 1992.
Il devient en 1996 entraîneur de l'équipe nationale, poste qu'il quitte en 2001 après avoir notamment remporté la Coupe du monde 1999. De 2001 à 2004, il occupe la même fonction avec l'équipe du Zimbabwe. Ses fils Shaun et Mitchell sont également joueurs de cricket.

## Équipes
- Australie-Occidentale (1977-78 - 1993-94)

## Sélections
- 50 sélections en test cricket de 1985 à 1992
- 117 sélections en ODI de 1986 à 1992